# Wildau

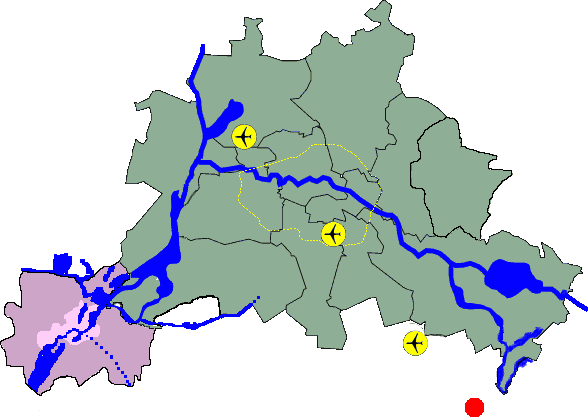
Lage an der Stadtgrenze Berlins

Wildau (bis 1922 Hoherlehme, ursprünglich Hoherlöhme) ist eine Stadt im Landkreis Dahme-Spreewald in Brandenburg in Deutschland. Bekannt ist die Stadt vor allem durch die ansässige Technische Hochschule Wildau, die denkmalgeschützte Schwartzkopff-Siedlung und das Einkaufszentrum A10-Center.

## Geografie
Wildau liegt nahe dem südöstlichen Stadtrand von Berlin am Hang des Teltowplateaus. Der Ort wird östlich durch die Dahme begrenzt, die der gesamten Region ihren Namen gab.
Die Stadt besitzt zwei Kerne, die historische Dorflage Hoherlehme und das in industrieller Zeit entstandene eigentliche Wildau. Neben Hoherlehme gibt es vier weitere bewohnte Gemeindeteile: Röthegrund, Schwartzkopff-Siedlung, Waldsiedlung und der Wohnplatz Bergsiedlung.
Im Süden und Osten geht Wildau in die ehemalige Kreisstadt Königs Wusterhausen und im Norden nahtlos in die Gemeinde Zeuthen über. Im Westen trennt eine waldreiche Gegend den Ort von der Gemarkung Kiekebusch in der Gemeinde Schönefeld. Die Stadt liegt im Einflussraum des Flughafens Berlin Brandenburg.

## Geschichte
Die urkundliche Ersterwähnung des Dorfes Hoherlehme ist im Landbuch Karls IV. aus dem Jahr 1375 zu finden. Dort ist Hoherlehme mit dem Namen Alta Lomen aufgeführt. Jedoch begann die Besiedlung des heutigen Stadtgebiets weitaus früher. So belegen Bodenfunde, dass es hier schon in der Bronzezeit (etwa 2000 – 700 v. Chr.) Siedlungen gab. Ein Beispiel ist die Gegend südlich der Autobahnbrücke (BAB 10) bis zur Neuen Ziegelei. Weitere Funde belegen die Besiedlung über die Bronzezeit bis hin zu einer slawischen Siedlung.
Der Ortsname Wildau wurde am 22. November 1855 erstmals erwähnt, als das Gut Springziegelei den Beinamen Wildau erhielt. Dort befand sich bereits im Jahr 1846 ein Ziegeleietablissement, das jedoch keinen Namen trug. 1855 war es ein Ackergut, „am Wege von Königs Wusterhausen und Hoherlehme gelegen“, das bisher unter dem Namen „Springziegelei“ geführt wurde. Dort standen 1860 zwei Wohn- und drei Wirtschaftsgebäude. Durch den Kreis Teltow wurden im Jahr 1874 die drei Teile des ehemaligen Vorwerks Hoherlehme, Wildau, Neue Ziegelei und Gut Hoherlehme in den Gemeindeverband der Dorfgemeinde Hoherlehme „incommunalisiert“, d. h. vereinigt.
Den Durchbruch als Industriestandort brachte 1897 die Ansiedlung des Maschinenbauunternehmens Berliner-Maschinenbau-Actien-Gesellschaft vormals Louis Schwartzkopff, das in Wildau Lokomotiven herstellte. Mit der Ansiedlung eines zweiten Betriebes, der Maffei-Schwartzkopff-Werke GmbH, gewann der Standort zunehmend an Bedeutung.
Die Gemeinde Hoherlehme wurde 1922 in Wildau umbenannt. Im Jahr 1931 standen dort 252 Wohnhäuser.
1939 gab es in Wildau einen land- und forstwirtschaftlichen Betrieb, der mehr als 100 Hektar bewirtschaftete. Hinzu kamen vier Betriebe mit einer Fläche zwischen 20 und 100 Hektar, sechs Betriebe mit einer Fläche zwischen 10 und 20 Hektar sowie ein Betrieb mit einer Fläche von 5 bis 10 Hektar. Weitere drei Betriebe besaßen 0,5 bis maximal 5 Hektar Land. Nach dem Zweiten Weltkrieg wurden 434 Hektar Fläche enteignet und 336 davon aufgeteilt. Ein Betrieb erhielt 0,9 Hektar, ein weiterer Betrieb zwei Hektar, zwei Betriebe zusammen 17 Hektar sowie 24 Betriebe zwischen 10 und 15 Hektar (zusammen 301 Hektar). Weitere 15 Hektar wurden auf vier Altbauern aufgeteilt. Im Jahr 1958 gründete sich eine LPG vom Typ III, die sich mit der LPG Zeuthen und PLG Zeuthen-Wildau zusammenschloss. Dieses Konstrukt wurde im Jahr 1959 wiederum mit der LPG Zeuthen-Miersdorf zusammengelegt.
Neben den unten weiter beschriebenen Industriebetrieben gab es im Jahr 1973 ein Möbelwerk des Kreises Königs Wusterhausen, den VEB Molkerei Königs Wusterhausen Wildau-Hoherlehme, die PGH Aufbau Halbe, Zweigstelle Wildau, das Friseurhandwerk Wildau, das Malerhandwerk Wildau und die Mechanischen Werkstätten Zweigstelle Wildau.
Am 27. März 2013 verlieh die Landesregierung der Gemeinde Wildau das Stadtrecht, das sie ab 1. April offiziell führen durfte.

### Industriegeschichte

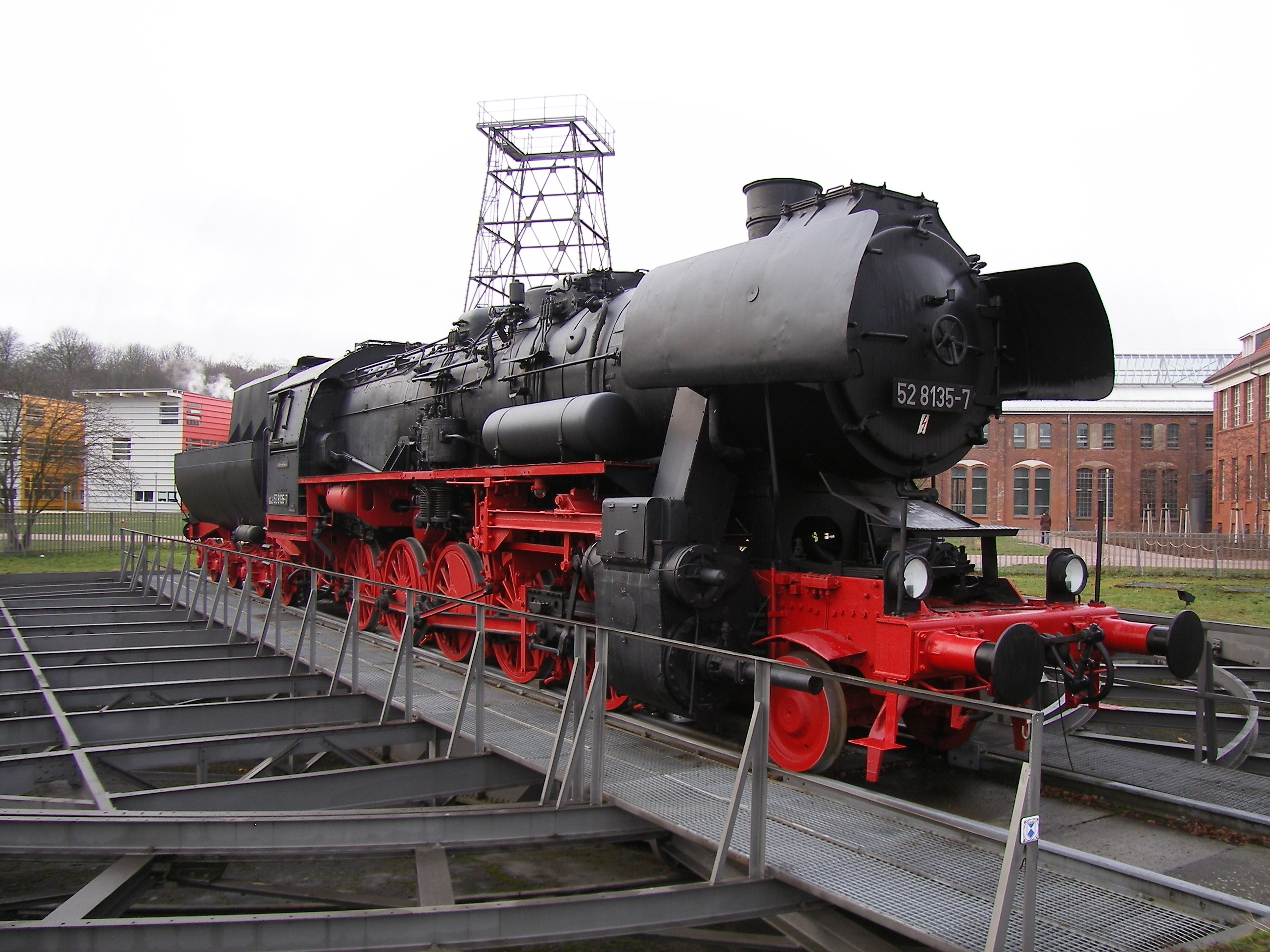
Diese „Kriegslok“ der Baureihe 52 erinnert auf dem ehemaligen Werksgelände an den Wildauer Lokomotivbau

Der Maschinenbaustandort Wildau wurde durch die Eröffnung des Lokomotivwerks der Berliner Maschinenbau AG (BMAG) 1900 begründet. Die BMAG erwarb dazu ein großes, unmittelbar westlich der Bahnlinie gelegenes Grundstück, das für die Lastenschifffahrt durch einen Stichkanal an die Dahme angebunden wurde.
Im Ersten und Zweiten Weltkrieg wurde die Produktion teilweise auf Rüstungsgüter umgestellt und Kriegsgefangenen- und NS-Zwangsarbeit in Wildauerlager eingerichtet. Im nördlichen Werksteil produzierten ab 1907 die Maffei-Schwartzkopff-Werke, ab 1936 die AEG. Hier wurden unter anderem Flugzeugteile hergestellt. 1949 wurden beide Werksteile zu einem Volkseigenen Betrieb vereinigt. Die Produktion wurde von Lokomotiven auf den Schwermaschinenbau umgestellt. Ab 1952 hieß das Werk Schwermaschinenbau „Heinrich Rau“ (SHR), ab 1969 war es Teil des Schwermaschinenbaukombinats „Ernst Thälmann“ (SKET). Nach 1990 wurden die meisten Anlagen durch die Treuhandanstalt stillgelegt.
Das Gelände des Industriestandorts wird heute durch die Technische Hochschule Wildau sowie Neuansiedlungen und Nachfolgefirmen des Schwermaschinenwerks (unter anderem die Wildauer Kurbelwellen GmbH) genutzt.

### Schwartzkopff-Siedlung

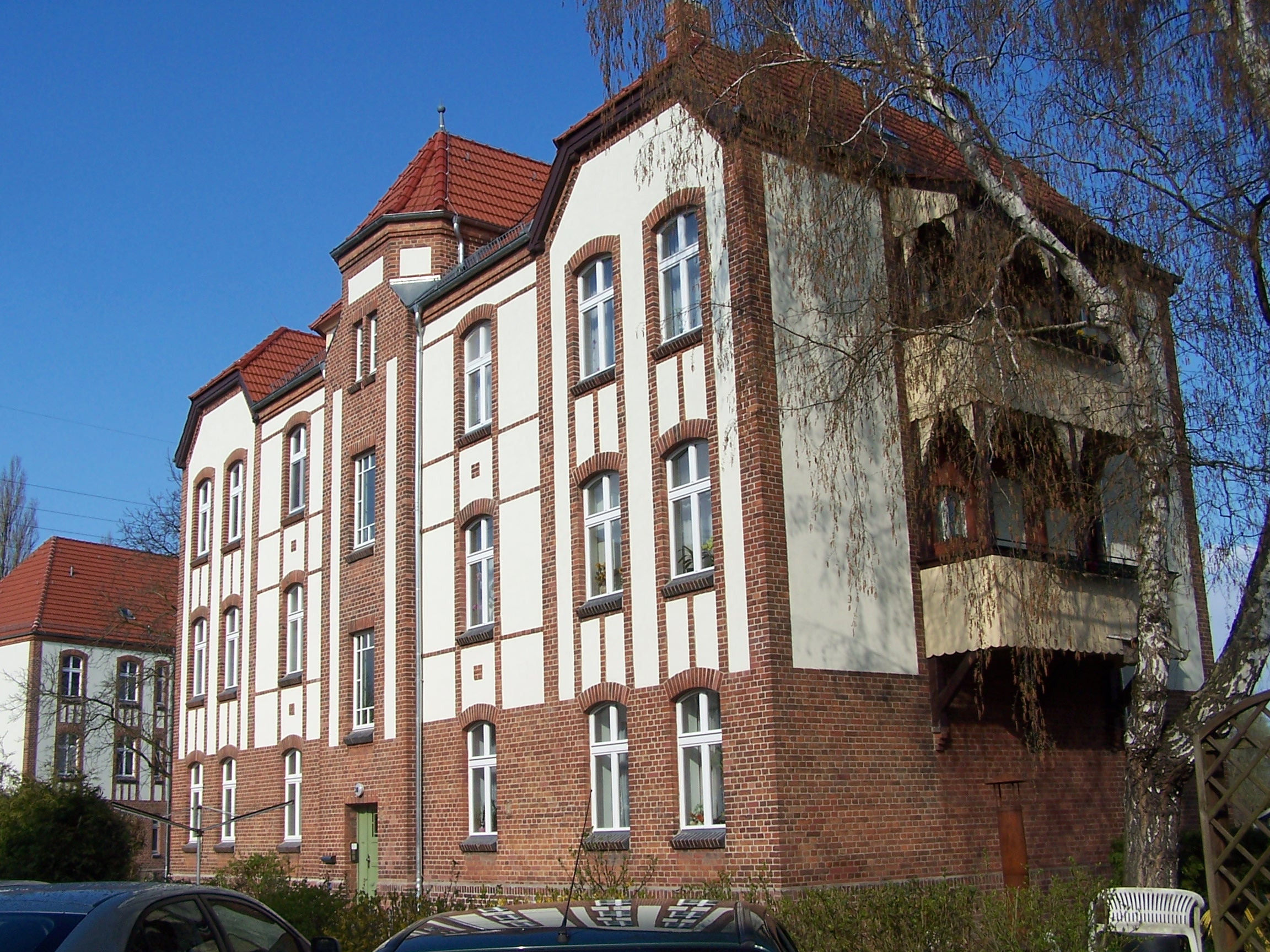
Haus in der Schwartzkopff-Siedlung

Entscheidend geprägt wird der Ort durch die ab 1899 gebaute „Schwartzkopff-Siedlung“, eine nach dem Unternehmen von Louis Schwartzkopff benannte Arbeitersiedlung der Belle Époque. Die unter Denkmalschutz stehenden ehemaligen Wohnhäuser für Arbeiter und Angestellte des Werkes sind mit Gliederungselementen aus markanten roten Klinkersteinen erbaut. Diese wurden als „märkisch“ empfunden und passen sich dadurch gut in die Region ein. Im Gegensatz zu Berliner Arbeiterwohnungen der gleichen Zeit besitzen alle Wohnungen eine Innentoilette und einen Hausgarten. Bis 1918 war die Siedlung größtenteils fertiggestellt, sie bestand aus 164 Häusern und 820 Werkswohnungen. Dazu gehörten auch Versorgungseinrichtungen, eine Schule sowie ein „Casino“ genanntes Vergnügungslokal mit großem Festsaal. Bis 1926 kamen noch weitere Häuser dazu.
Insgesamt ist die Siedlung einheitlich angelegt, nach Entstehungsjahr und Lage variieren die Gebäude jedoch in Art und Ausstattung. In der heutigen Karl-Marx-Straße sind die Gebäude im Bereich der Bahntrasse als zweizügige Häuser mit zweigeschossigem Aufbau realisiert. Die von der durch die Siedlung mittig verlaufenden Straße aus in Richtung Dahmewiesen und Dahmelauf gelegenen Häuser wurden vorrangig zweizügig und dreigeschossig aufgebaut. Einzelne Häuser sind auch einzügig, hauptsächlich End- oder Eckhäuser.
Im Bereich der Friedrich-Engels-Straße zum Dahmelauf stehende Häuser sind ausnahmslos dreigeschossig und mit Balkonen versehen, während im Bereich der Karl-Marx-Straße Balkone nicht bei allen Häusern vorhanden sind.
Da die gesamte Siedlung unter Denkmalschutz steht, muss bei Sanierungsarbeiten auf die Erhaltung oder Wiederherstellung stilistischer Merkmale geachtet werden. Insbesondere wurden die Sprossenfenster mit ihrem vierflügligen Ausbau wiederhergestellt, die zuvor teilweise durch Dreh-/Kipp-Fenster ersetzt worden waren. Die Sanierungs- und Modernisierungsmaßnahmen in der Siedlung wurden im Januar 2012 durch die Deutsche Stiftung Denkmalschutz im Rahmen der Verleihung des Deutschen Bauherrenpreises mit dem Sonderpreis „Denkmalschutz im Wohnungsbau“ prämiert. Die Gärten der Häuser unterliegen nun strengen Einschränkungen in der Gestaltung. Gartenmieter sind an die „Mietergartenfibel“ gebunden. Als Hecken zugelassen sind wenige Pflanzen. Darunter Feldahorn (Acer campestre) und Hainbuche (Carpinus betulus). Der Heckenbeschnitt muss in Trapezform ausgeführt werden. Es gibt eine Mustervorlage für die Gärten, die sich allerdings keineswegs an der historischen Nutzung orientiert (Die Gärten sollten den Familien zur Versorgung dienen).
Zierelemente sind nur bei einzelnen Häusern verwendet worden. So sind im Bereich der Karl-Marx-Straße einzelne, zur Straße gewandte Fronten mit Ornamenten aus rotem Backstein versehen, teilweise wurden kleine Zinkzinnen auf den Giebeln und Firsten aufgestellt.
Trotz der deutlichen Variationen wird die Siedlung als harmonisch und stilistisch geschlossen empfunden.
In der gleichen Bauphase wurden auch Villen für die Fabrikdirektoren gebaut, die sich ringsum auf dem ehemaligen Gutsgelände Springziegelei in der heutigen Eichstraße befinden. Die Eichstraße war Privatstraße und durfte von den Arbeitern des Werkes nicht benutzt werden.
Die Siedlung wurde im Zweiten Weltkrieg trotz der Bombardierung des nahegelegenen Lokomotivwerkes mit seiner Rüstungsgüterproduktion nicht stark zerstört. Die Fabrikantenvillen in der Eichstraße wurden nach 1945 als Kindergarten und Schulhort, heute durch eine Privatschule und einen Jugendklub genutzt.
Bis in die 1990er-Jahre wurde die Siedlung weitestgehend vernachlässigt. Nach 1989 waren viele Wohnungen unbewohnt, der bauliche Zustand einiger Häuser war schlecht. Zudem war die Bewohnerschaft zu diesem Zeitpunkt einkommensschwach. 1994 ergab eine Befragung, dass 15 % der Bewohner ohne Arbeit waren. Weitere 14 % waren im Rahmen von Förderungsmaßnahmen befristet beschäftigt. Die Siedlung galt als das Armenhaus von Wildau. 1996 brachten die ungeklärten Eigentumsverhältnisse eine Notverwaltung. Erste Sanierungsarbeiten wurden wieder eingestellt. 1997 lebten in der Schwartzkopff-Siedlung noch immer 250 Familien ohne Bad. 2001 kam es zu einer Einigung mit der Jewish Claims Conference. Ab 2003 kam es zu umfangreichen Sanierungen.
Das ehemalige Casino wurde nach 1945 zum Kulturhaus der Schwermaschinenbauer und ist heute unter dem Namen Volkshaus das Rathaus der Stadt.

## Bevölkerungsentwicklung
| Jahr | Einwohner |
| ---- | --------- |
| 1875 | 0 290     |
| 1890 | 0 311     |
| 1910 | 2.865     |
| 1925 | 4.347     |
| 1933 | 4.509     |
| 1939 | 5.664     |

| Jahr | Einwohner |
| ---- | --------- |
| 1946 | 5.166     |
| 1950 | 5.501     |
| 1964 | 8.391     |
| 1971 | 8 122     |
| 1981 | 7.826     |
| 1985 | 7.506     |

| Jahr | Einwohner |
| ---- | --------- |
| 1990 | 7.089     |
| 1995 | 7.697     |
| 2000 | 9.352     |
| 2005 | 9.542     |
| 2010 | 9.898     |
| 2015 | 9.978     |

| Jahr | Einwohner |
| ---- | --------- |
| 2020 | 10.633    |
| 2021 | 10.848    |
| 2022 | 10.491    |
| 2023 | 10.501    |
| 2024 | 10.717    |

Gebietsstand des jeweiligen Jahres, Einwohnerzahl: Stand 31. Dezember (ab 1991),, ab 2011 auf Basis des Zensus 2011, ab 2022 auf Basis des Zensus 2022

## Politik

### Stadtverordnetenversammlung
Die Stadtverordnetenversammlung von Wildau besteht entsprechend der Einwohnerzahl der Stadt aus 22 Stadtverordneten und dem hauptamtlichen Bürgermeister. Die Kommunalwahl am 9. Juni 2024 führte bei einer Wahlbeteiligung von 63,2 % zu folgendem Ergebnis:
| Partei / Wählergruppe         | Stimmenanteil 2019 | Sitze 2019 |  | Stimmenanteil 2024 | Sitze 2024 |
| ----------------------------- | ------------------ | ---------- |  | ------------------ | ---------- |
| Bürgerbündnis Wildau (BBW)    | –                  | –          |  | 17,7 %             | 4          |
| AfD                           | –                  | –          |  | 16,9 %             | 2          |
| SPD                           | 26,8 %             | 6          |  | 15,7 %             | 3          |
| Bürger für Wildau (BfW)       | –                  | –          |  | 12,3 %             | 3          |
| CDU                           | 12,4 %             | 3          |  | 12,1 %             | 3          |
| Einzelbewerber László Ungvári | –                  | –          |  | 08,1 %             | 1          |
| Die Linke                     | 21,1 %             | 5          |  | 06,5 %             | 1          |
| Bündnis 90/Die Grünen         | 07,7 %             | 2          |  | 05,6 %             | 1          |
| Gemeinsam für Wildau (GfW)    | –                  | –          |  | 05,2 %             | 1          |
| Einzelbewerber Frank Vulpius  | 15,3 %             | 1          |  | –                  | –          |
| Einzelbewerber Frank Nerlich  | 05,6 %             | 1          |  | –                  | –          |
| FDP                           | 04,1 %             | 1          |  | –                  | –          |
| Einzelbewerber Kevin Weidler  | 02,8 %             | 1          |  | –                  | –          |
| Einzelbewerber Lutz Rehfeldt  | 01,6 %             | –          |  | –                  | –          |
| Einzelbewerber Jens Westphal  | 01,4 %             | –          |  | –                  | –          |
| DKP                           | 01,2 %             | –          |  | –                  | –          |
| Insgesamt                     | 100 %              | 20         |  | 100 %              | 19         |

Bei der Wahl 2019 entsprach der Stimmenanteil des Einzelbewerbers Frank Vulpius drei Sitzen. Daher blieben zwei Sitze in der Stadtverordnetenversammlung unbesetzt.
Bei der Wahl 2024 entfielen auf die AfD vier Sitze, von denen zwei unbesetzt bleiben, weil die Partei nur zwei Kandidaten nominiert hatte. Der Stimmenanteil des Einzelkandidaten László Ungvári entspricht zwei Sitzen. Daher bleibt ein weiterer Sitz in der Stadtvertretung unbesetzt.
 Wahlperiode 2008–2014 
Durch die Kommunalwahl am 28. September 2008 entstand folgende Sitzverteilung:
- SPD 6 Sitze: Doreen Böhme, Angela Homuth, Wilfried Hoppe (bis 31. Juli 2013), Hannelore Klank-Neuendorf (seit 1. August 2013), Christian Ritter, Manfred Sternagel, Manfred Stöpper
- Die Linke 6 Sitze
- CDU 4 Sitze: Mark Scheiner, Susanne Scheiner, Winfried Schenk (Fraktionsvorsitzender), Siegfried Steckling
- FDP 1 Sitz: Martin Stock. Seit 2008 bilden CDU und FDP eine gemeinsame Fraktion.
- Einzelbewerber Lutz Rehfeldt

Wahlperiode 2003–2008
Durch die Kommunalwahl am 26. Oktober 2003 entstand folgende Sitzverteilung:
- SPD 6 Sitze
- Die Linke 6 Sitze
- CDU 4 Sitze
- WfW 2 Sitze

Da sich die Fraktion WfW (Wir für Wildau) auflöste, veränderte sich diese Verteilung nach der Gemeindevertreterversammlung am 7. November 2006:
- SPD 8 Sitze: Martina Dietzel, Dr. Martina Frank (als Nachrückerin für Gerd Richter) Wilfried Hoppe (Fraktionsvorsitzender), Gerd Richter (am 20. April 2008 verstorben), Christian Ritter, Manfred Sternagel, Manfred Stöpper, Lothar Werchan, Sandro Zenker-Wandschneider
- CDU 5 Sitze: Helmut Pospieszny, Mark Scheiner, Winfried Schenk (Fraktionsvorsitzender), Siegfried Steckling, Ulf-Ingo Zühlke
- Die Linke 5 Sitze

### Bürgermeister
- 1990–2002: Gerd Richter (SPD)
- 2002–2018: Uwe Malich (PDS/Die Linke)[19]
- 2019–2022: Angela Homuth (SPD)
- seit 2022: Frank Nerlich (parteilos)

Malich wurde in der Bürgermeisterstichwahl am 15. Oktober 2017 mit 56,8 % der gültigen Stimmen in seinem Amt bestätigt. Ende 2018 trat er aus gesundheitlichen Gründen zurück.
Homuth setzte sich in der Stichwahl um das Bürgermeisteramt am 26. Mai 2019 mit 57,1 % der gültigen Stimmen gegen ihren Mitbewerber Matthias Mnich (Die Linke) durch.
Aufgrund eines Bürgerbegehrens kam es am 3. April 2022 zu einem Bürgerentscheid über die Abwahl Homuths. Ihr wurde politische Intransparenz und Vetternwirtschaft vorgeworfen. Sie wurde mit 72,4 % der gültigen Stimmen abgewählt. Am 18. September 2022 wurde Frank Nerlich in einer Stichwahl mit 54,7 Prozent der Stimmen zum neuen Bürgermeister gewählt. Seine Amtszeit beträgt acht Jahre.

### Wappen
Blasonierung: „In Blau ein silbernes Lokomotivrad durchflochten von einem aufgerichteten goldenen Getreidehalm mit zwei Ähren und drei Blättern.“
Der Heraldiker und Glasmaler Carl Busch bezog sich mit seinem Entwurf aus dem Jahr 1936 auf die Entwicklung des Ortes. Goldene Ähren symbolisieren das Dorf Hoherlehme und die früher bedeutende Landwirtschaft, ein Schwungrad nimmt Bezug auf die industrielle Tätigkeit, speziell den Lokomotivbau in Wildau und der ursprünglich rote Hintergrund berücksichtigte die damals „erhebliche Siedlungstätigkeit“. Die Gemeinde bat jedoch in einem Schreiben vom 1. Oktober 1936 an das Geheime Preußische Staatsarchiv um die Änderung in einen kornblumenblauen Grund. Mit dem 15. Juli 1937 erhielt die Gemeinde das Recht, das Wappen mit kobaltblauem Grund zu führen. Im Laufe der Jahre wurde das Wappen nicht mehr genutzt und blieb nur noch als Glasbild am Rathaus erhalten.
Mit der Wiederaufnahme des Wappens in den 1990er Jahren fanden die Symbole eine neue Deutung. Das Schwungrad ist nun auch Ausdruck für die Hoffnung, den Aufschwung der 1920er Jahre im unteren Teil Wildaus auch auf den oberen Teil übertragen zu können. Die Ähren verkörpern die Verbundenheit mit der Natur, u. a. an den Dahmewiesen und in der Waldsiedlung. Gemeinsam mit dem blauen Hintergrund bringen sie so den Wunsch der Gemeinde zum Ausdruck, unterstützt durch „Grüne Baukonzepte“ und Forschungen der Technischen Fachhochschule, Industrie und Natur in Einklang zu bringen. Mit dieser Begründung wurde die Weiterführung des Wappens am 19. Mai 1994 genehmigt.

### Städtepartnerschaften
Partnerschaften gibt es mit:
- Taufkirchen in Deutschland
- Rewal in Polen
- Hückelhoven in Deutschland
- Salla in Finnland
- Lechbruck am See in Deutschland

## Sehenswürdigkeiten
In der Liste der Baudenkmale in Wildau und in der Liste der Bodendenkmale in Wildau stehen die in der Denkmalliste des Landes Brandenburg eingetragenen Baudenkmale:
- Friedenskirche: In Wildau besteht seit 1900 eine evangelische Kirchengemeinde. Die Friedenskirche, die zwischen 1909 und 1911 erbaut wurde, befindet sich in der Kirchstraße. Sie wurde vom Königlichen Baurat Georg Büttner im Jugendstil geplant und errichtet. Zusammen mit dem benachbarten Pfarrhaus steht sie als Ensemble unter Denkmalschutz. Pfarrerin Cornelia Mix ist für Wildau und Zeuthen zuständig. Der „Freundeskreis Friedenskirche Wildau“ widmet sich der Restaurierung und Erhaltung von Kirche und Pfarrhaus.
- Sowjetisches Ehrenmal auf dem Albert-Lemaire-Platz für 61 sowjetische Kriegsgefangene und 35 Sowjetsoldaten, die gegen Kriegsende ums Leben kamen
- Kriegsgräberstätte mit Holzkreuz auf dem Gräberfeld VII des Waldfriedhof Wildau-Hoherlehme zur Erinnerung an 72 Bestattete. Davon sind 68 namentlich bekannt: 24 sowjetische Kriegsgefangene, 23 Zwangsarbeiterinnen und Zwangsarbeiter sowie 11 Kinder. Dieses Gräberfeld hat bisher keine Namenstafeln. Die Zwangsarbeiter stammten aus der ehemaligen Sowjetunion, Polen sowie aus Lettland. Weitere 23 Tote aus Frankreich, Italien und den Niederlanden wurden nach 1945 in ihre Heimatländer umgebettet.
- Drei Gedenksteine auf dem Gelände der Technischen Hochschule Wildau (FH) Bahnhofstraße 1, Haus 13, für drei antifaschistische Widerstandskämpfer: Otto Lemm, Otto Grabowski und Paul Schütze, alle 1944 in Brandenburg-Görden ermordet
- Mahnmal auf dem Waldfriedhof Wildau-Hoherlehme für den Flugzeugabsturz einer Iljuschin Il-62 am 14. August 1972, bei dem alle 156 Passagiere und acht Besatzungsmitglieder ihr Leben verloren (siehe Interflug-Flug 450/742)

## Wirtschaft und Infrastruktur

### Ansässige Unternehmen
Das Werksgelände des ehemaligen Schwermaschinenbaubetriebes, welcher nach der Wende durch die Treuhand abgewickelt wurde, beherbergt eine Vielzahl von renommierten Unternehmen der metallverarbeitenden Industrie, des Maschinen- und Anlagenbaus sowie der Hochtechnologie. Auch hat sich dort die Technische Hochschule Wildau in mehreren Gebäuden und Hallen niedergelassen.
Im Bereich der Metallverarbeitung sind neben der Gröditzer Kurbelwellen GmbH und der Wildauer Schmiedewerke GmbH, (beide Tochterunternehmen der Georgsmarienhütte Holding GmbH) auch die SMB Schwermechanik GmbH & Co. KG aus der HNP Unternehmensgruppe zu finden sowie in der Nachbarschaft die kochmesser.de GmbH & Co KG, auf deren Firmengelände Segmente der Berliner Mauer ausgestellt sind.
Aus dem Bereich Maschinen- und Anlagenbau haben sich die Unternehmen SMB Sondermaschinenbau GmbH & Co. KG, SMB Rohrleitungsbau GmbH & Co. KG sowie die Unternehmen airkom Druckluft GmbH und airplan Anlagenbau GmbH angesiedelt.
Im Sektor Hochtechnologie sind vor allem das Zentrum für Luft- und Raumfahrt mit der AneCom AeroTest GmbH, die Fraunhofer-Einrichtung für Polymermaterialien und Composite PYCO, die DELCON Deutsche Luftfahrt Consult GmbH, die ETN Aerospace Production GmbH und eine Niederlassung von TRAINICO zu nennen.
Das A10 Center an der Autobahnanschlussstelle Königs Wusterhausen der A10 ist ein Einkaufszentrum mit Multiplex-Kino, das eine Verkaufsfläche von 66.000 m² auf einer Ebene hat. Es gehört zu den größten Einzelhandelsstandorten im Berliner Raum.
Der Wirtschaftsstandort ist einer von 15 Regionalen Wachstumskernen im Land Brandenburg. Dadurch werden ausgewählte zukunftsorientierte Branchen gefördert.

### Verkehr

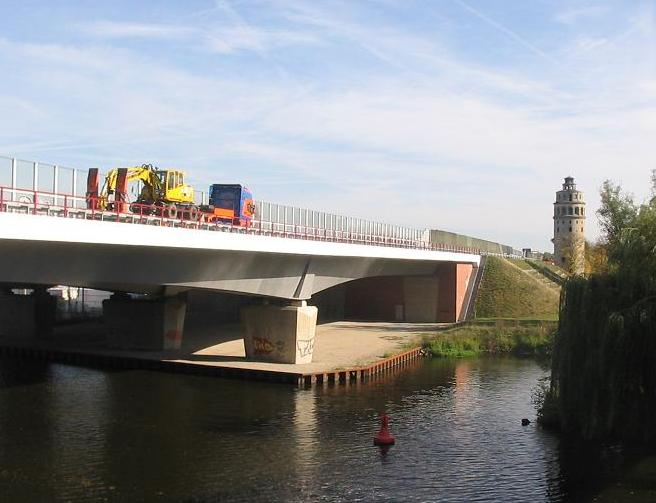
Brücke der A 10 über die Dahme

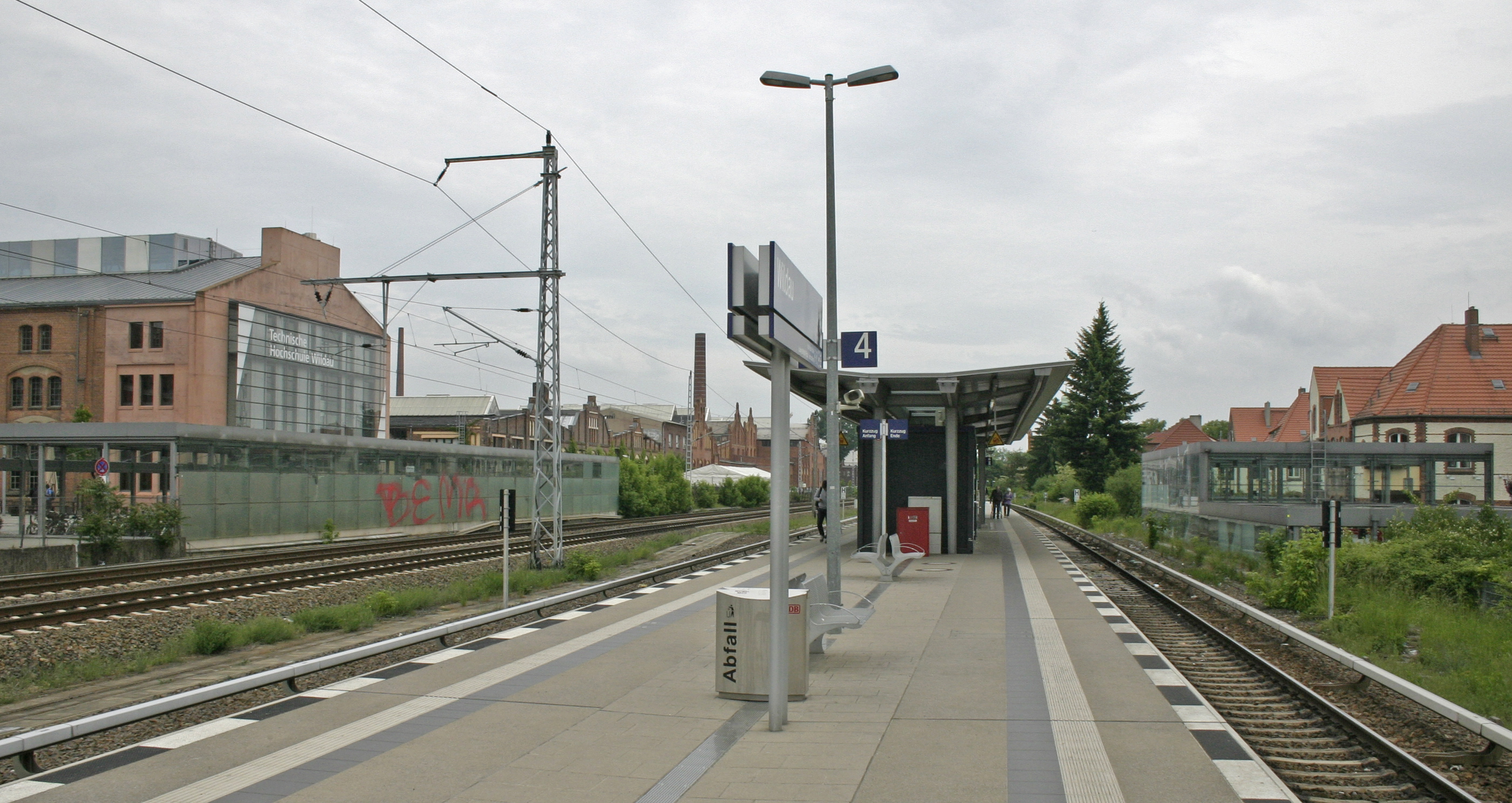
Bahnhof Wildau, 2018

Die Hauptstraße des Ortes, die Karl-Marx-Straße, ist Teil der brandenburgischen Landesstraße 401 zwischen der Berliner Landesgrenze und Königs Wusterhausen. Die Durchgangsstraße in Hoherlehme (Chausseestraße, Dorfaue, Miersdorfer Straße) ist die Kreisstraße K 6160. Die A 10 (südlicher Berliner Ring) mit der Anschlussstelle Königs Wusterhausen führt durch das Stadtgebiet.
Die Bahnstrecke Berlin–Görlitz führt durch die Stadt, an dieser wurde im Jahr 1900 der Bahnhof Wildau eröffnet. Seit der Trennung des Fern- und Vorortverkehrs 1951 ist er eine Station im Netz der S-Bahn Berlin, die vorletzte Station der Linie S46 von Berlin-Westend über den Südring nach Königs Wusterhausen. Bis September 2013 wurden der Bahnsteig und die Fußgängerunterführung grundhaft erneuert, ein Aufzug eingebaut sowie ein zweites Bahnsteiggleis errichtet. Der Bahnübergang Bergstraße wurde 2008 durch einen Tunnel ersetzt, was die Wartezeiten an der stark befahrenen Bahnstrecke überflüssig machte. In der Freiheitstraße befindet sich eine zweite (schienengleiche) Querung der Bahnstrecke. Seit dem 14. Oktober 2022 ist der Bahnhof Wildau während der Hauptverkehrszeit der südliche Endbahnhof der Linie S8, die aus Birkenwerder über den Ostring verkehrt.
Die vier Buslinien in Wildau werden von der RVS betrieben. Sie verbinden Wildau mit Königs Wusterhausen, Zeuthen, Flughafen Berlin Brandenburg, Schulzendorf und Eichwalde und erschließen vor allem die weit westlich der S-Bahnhöfe gelegenen Wohngebiete sowie das Einkaufszentrum A10-Center.
Ein Teil des Binnenhafens Königs Wusterhausen liegt auf Wildauer Stadtgebiet.

### Sport und Freizeit
In Wildau gibt es drei Sporthallen, eine Schwimmhalle und ein Stadion. Die Schwimmhalle wurde 2006/2007 erheblich erweitert. Es kamen ein Hubbodenbecken, eine 80-m-Rutsche, ein Mutter-Kind-Bereich, ein Saunabereich und ein Fitnessbereich hinzu. Die Stadt plant langfristig zudem einen Sportpark mit einer weiteren Sporthalle sowie einen Kunstrasenplatz. Außerdem gibt es zahlreiche Sportvereine. Am Ortsrand befindet sich die A10 Einkaufs- und Freizeitwelt. Hier gibt es neben zahlreichen Einkaufsmöglichkeiten auch ein Multiplex-Kino und ein Bowling-Center. In der Schwartzkopff-Siedlung wurde ein Skatepark geschaffen.

## Wissenschaft und Bildung

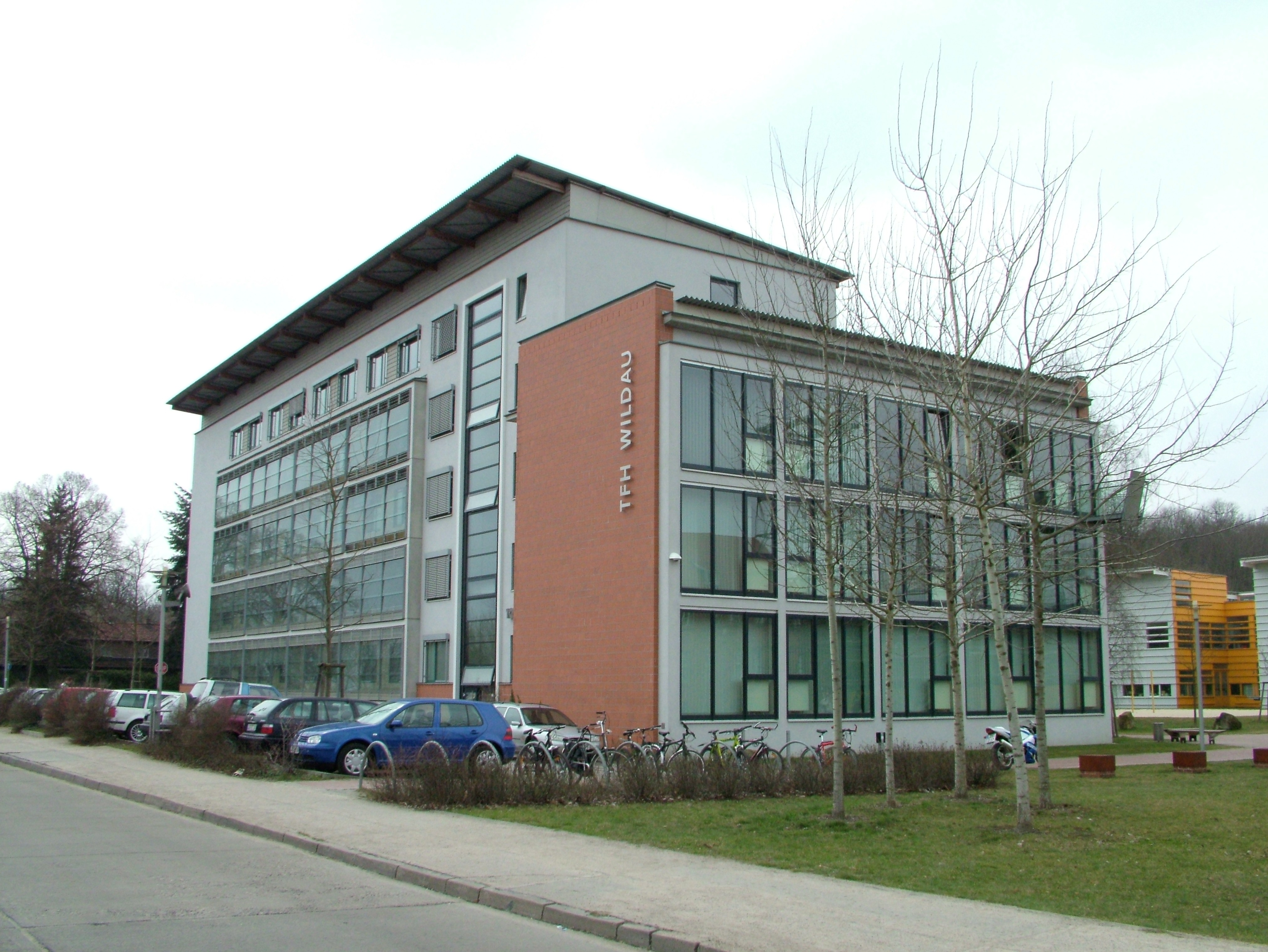
Fachhochschule in Wildau

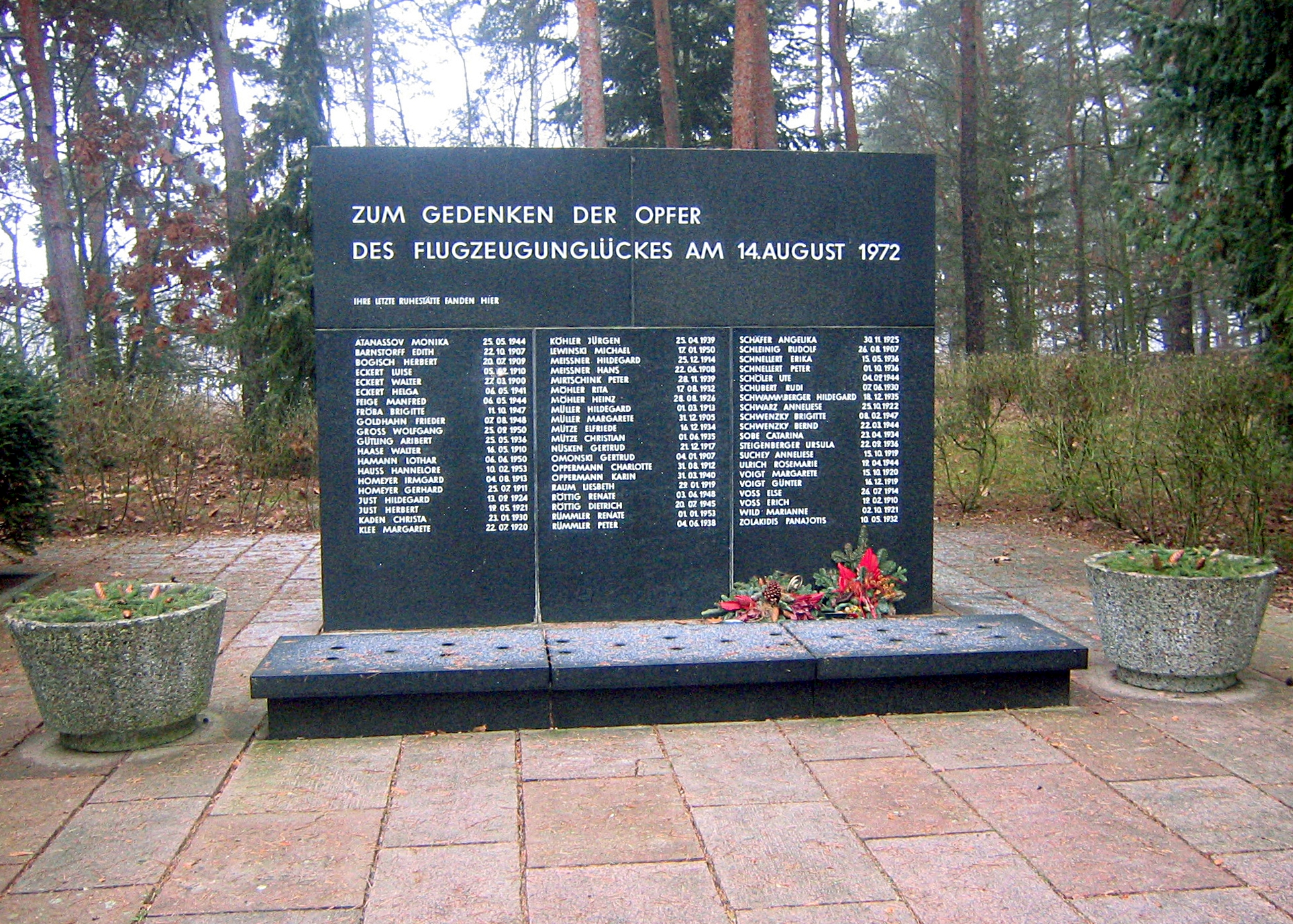
Gedenkstätte für die Opfer des Flugzeugabsturzes 1972

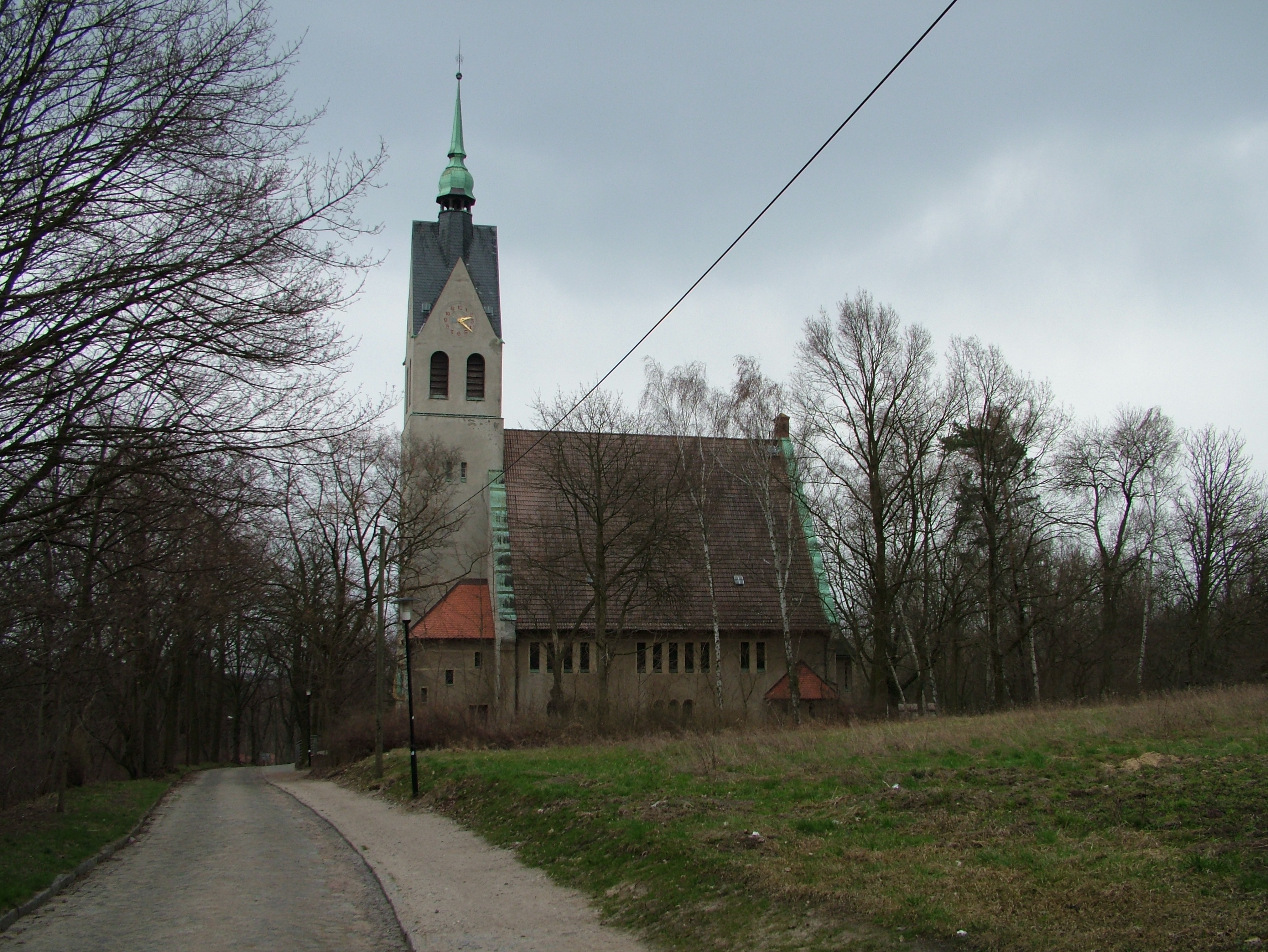
Kirche in Wildau

Wildau ist Sitz der 1991 gegründeten Technischen Hochschule Wildau und trägt seit 2024 offiziell den Beinamen Hochschulstadt.
In Wildau befinden sich darüber hinaus folgende Betreuungs-, Aus- und Weiterbildungseinrichtungen:
- Drei Kindertagesstätten
- Grundschule Wildau
- Ludwig-Witthöft-Oberschule
- Privatschule Villa Elisabeth (Privatgymnasium)
- Technische Akademie Wuppertal
- Trainico GmbH
- Zeuthener Akademie für Weiterbildung (ZAK)
- Private Musikschule
- Stadtbibliothek
- Standort des Fraunhofer-Instituts für Angewandte Polymerforschung

Seit 2021 ist das Robert Koch-Institut (Hauptsitz: Berlin) in Wildau ansässig. Es betreibt hier ein Zentrum für Künstliche Intelligenz in der Public-Health-Forschung.

## Persönlichkeiten

### Ehrenbürger
- 1999: Wilfried Arlt (* 1936), Gründungsrektor und Präsident der Technischen Hochschule Wildau
- 2001: Heinz Lohmann, Bauherr des A10-Centers
- 2001: Herbert Müller (1924–2004), Gründer und Leiter der Wildauer Zupfmusikanten
- 2002: Arnold Heller († 2005), Vorsteher der Gemeindevertretung
- 2002: Gerd Richter (1938–2008), Bürgermeister 1990–2001
- 2010: Irmgard Hornung (* 1936), Lehrerin und Ortschronistin
- 2010: Bernhard Welsch (1941–2016), Gründer und Vorsitzender des Vereins der Ingenieure, Techniker und Wirtschaftler der Region Dahme-Spreewald
- 2013: Wilfried Hoppe (1936–2018), langjähriger Vorsitzender der SPD-Fraktion in der Stadtverordnetenversammlung[35]
- 2015: László Ungvári (* 1955), ehemaliger Präsident der Technischen Hochschule Wildau[36]

### Söhne und Töchter der Stadt
- Gerhard Bischoff (1925–2001), Geologe
- Werner Voigt (1947–2023), Fußballspieler und -trainer
- Petra Elsner (* 1953), Autorin und Malerin
- Christiane Schulz (* 1955), Lyrikerin

### Mit Wildau verbundene Persönlichkeiten
- Friedrich Barthel (1881–1960), Schriftsteller, lebte in Wildau
- Otto Grabowski (1901–1944), Widerstandskämpfer gegen den Nationalsozialismus, lebte in Wildau
- Walter Lehweß-Litzmann (1907–1986), Direktor des Flugbetriebs der Interflug, in Wildau gestorben
- Willi Stoph (1914–1999), langjähriger Vorsitzender des Ministerrats der DDR, auf dem Waldfriedhof beigesetzt
- Gisela Schertling (1922–1994), Mitglied des Freundeskreises der Weißen Rose, Katechetin in Wildau, Ehrengrabstätte auf dem Waldfriedhof[37]
- Paul Dinter (1922–2001), Radsportler der BSG Motor Wildau
- Gerd Uhlig (1927–2020), Generalleutnant der Volkspolizei der DDR, lebte in Wildau
- Kurt Singhuber (1932–2005), Minister für Erzbergbau, Metallurgie und Kali der DDR, Ausbildung und mehrjährige Tätigkeit in Wildau
- Manfred Sternagel (* 1934), Politiker (SPD), lebt in Wildau
- Werner Heine (1935–2022), Fußballer, Trainer der BSG Motor Wildau
- Achim von Paczensky (1951–2009), Schauspieler, lebte in Wildau
- Tanja Stern (* 1952), Schriftstellerin, lebt in Wildau
- Lutz Franzke (* 1953), Kommunalpolitiker (SPD), wuchs in Wildau auf
- Christine Stüber-Errath (* 1956), Eiskunstlauf-Weltmeisterin, lebt in Wildau